# 水代村
水代村（みずしろむら）は、栃木県の南部、下都賀郡に属していた村である。

## 大字
- 新（あらい）
- 榎本（えのもと）
- 西野田（にしのだ）
- 西水代（にしみずしろ）
- 伯仲（はくちゅう）

## 地理
- 河川 - 巴波川、永野川、赤津川

## 歴史
- 1889年（明治22年）4月1日 - 町村制施行により、下都賀郡榎本村、新村、西野田村、西水代村、伯仲村の区域をもって成立。
- 1956年（昭和31年）9月30日 - 下都賀郡瑞穂村、富山村と新設合併し、大平村が発足。同日水代村廃止。

## 行政
- 水代村長

| 代 | 氏名       | 就任                       | 退任                       | 備考 |
| -- | ---------- | -------------------------- | -------------------------- | ---- |
| 1  | 田村金之助 | 1889年（明治22年）5月3日   | 1891年（明治24年）4月3日   |      |
| 2  | 鈴木熊大   | 1891年（明治24年）4月4日   | 1894年（明治27年）1月10日  |      |
| 3  | 関口忠次郎 | 1894年（明治27年）1月18日  | 1895年（明治28年）3月28日  |      |
| 4  | 森田貞治   | 1895年（明治28年）4月10日  | 1896年（明治29年）11月11日 |      |
| 5  | 飯田甚三郎 | 1896年（明治29年）11月13日 | 1898年（明治31年）4月19日  |      |
| 6  | 田村金之助 | 1898年（明治31年）4月21日  | 1902年（明治35年）3月10日  |      |
| 7  | 田村律之助 | 1902年（明治35年）3月17日  | 1906年（明治39年）3月16日  |      |
| 8  | 関口忠次郎 | 1906年（明治39年）3月16日  | 1908年（明治41年）3月31日  |      |
| 9  | 今井幸一郎 | 1908年（明治41年）4月1日   | 1920年（大正9年）3月31日   |      |
| 10 | 三柴庄蔵   | 1920年（大正9年）4月28日   | 1930年（昭和5年）4月6日    |      |
| 11 | 荒井幸太郎 | 1930年（昭和5年）4月13日   | 1938年（昭和13年）4月11日  |      |
| 12 | 三柴藤一   | 1938年（昭和13年）4月12日  | 1939年（昭和14年）9月8日   |      |
| 13 | 森田恭治   | 1940年（昭和15年）2月1日   | 1944年（昭和19年）1月13日  |      |
| 14 | 川井精春   | 1944年（昭和19年）2月2日   | 1946年（昭和21年）11月19日 |      |
| 15 | 浄見恭道   | 1947年（昭和22年）4月5日   | 1949年（昭和24年）7月20日  |      |
| 16 | 田村恭助   | 1949年（昭和24年）9月15日  | 1953年（昭和28年）9月14日  |      |
| 17 | 川井精春   | 1953年（昭和28年）9月15日  | 1956年（昭和31年）9月29日  |      |

出典:『栃木県町村合併誌 第五巻』, p. 298